# Aincourt
Pour l’article ayant un titre homophone, voir Incourt.
Aincourt est une commune française située dans le département du Val-d'Oise en région Île-de-France.

## Géographie

### Localisation
Aincourt est située en plein cœur de la région naturelle du Vexin, et est à proximité de la Seine. Elle est limitrophe du département des Yvelines.

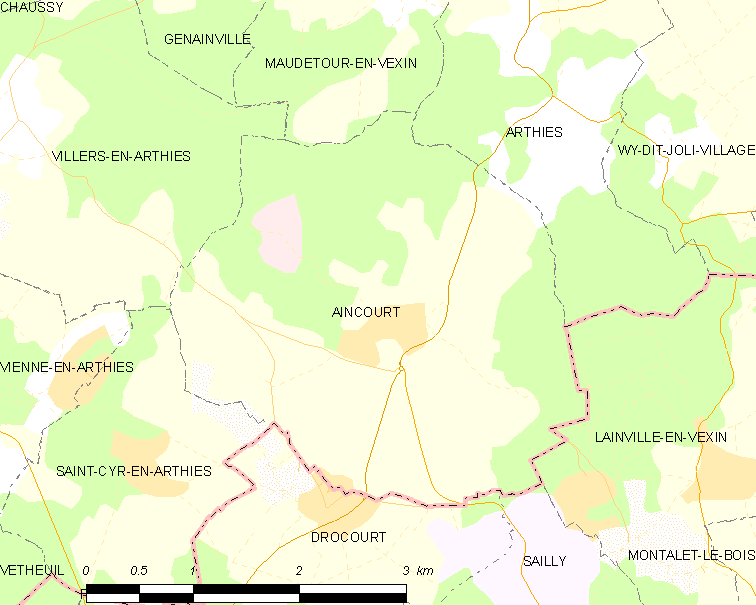
Carte de la commune.
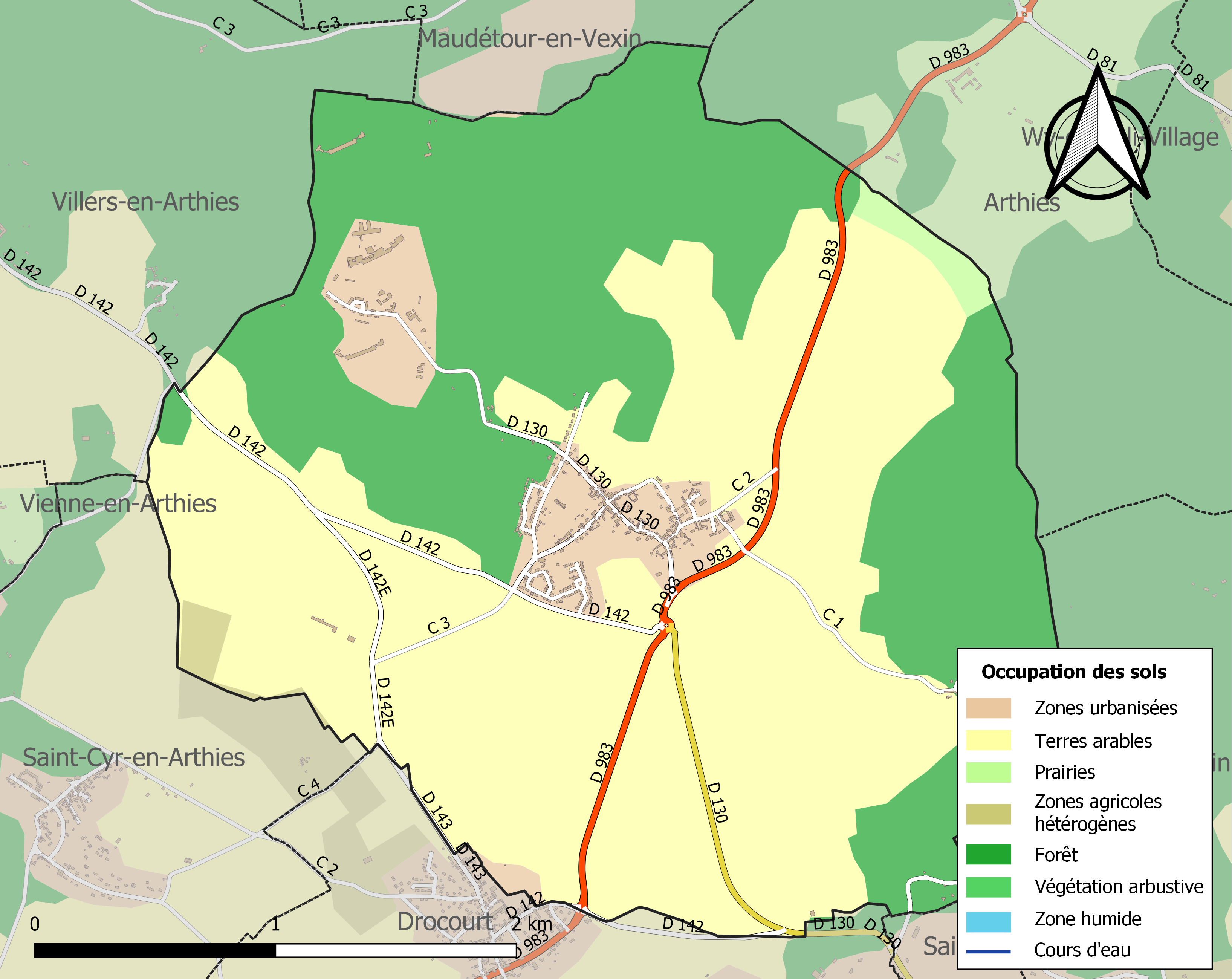
Occupation des sols.

### Communes limitrophes
| Villers-en-Arthies   | Maudétour-en-Vexin  | Arthies                       |
|                      | Aincourt            | Lainville-en-Vexin (Yvelines) |
| Saint-Cyr-en-Arthies | Drocourt (Yvelines) | Sailly (Yvelines)             |

### Climat
Pour des articles plus généraux, voir Climat de l'Île-de-France et Climat du Val-d'Oise.
En 2010, le climat de la commune est de type climat océanique dégradé des plaines du Centre et du Nord, selon une étude du CNRS s'appuyant sur une série de données couvrant la période 1971-2000. En 2020, Météo-France publie une typologie des climats de la France métropolitaine dans laquelle la commune est exposée à un climat océanique et est dans la région climatique Sud-ouest du bassin Parisien, caractérisée par une faible pluviométrie, notamment au printemps (120 à 150 mm) et un hiver froid (3,5 °C).
Pour la période 1971-2000, la température annuelle moyenne est de 10,3 °C, avec une amplitude thermique annuelle de 14,4 °C. Le cumul annuel moyen de précipitations est de 713 mm, avec 11,1 jours de précipitations en janvier et 7,9 jours en juillet. Pour la période 1991-2020, la température moyenne annuelle observée sur la station météorologique la plus proche, située sur la commune de Magnanville à 13 km à vol d'oiseau, est de 11,6 °C et le cumul annuel moyen de précipitations est de 641,5 mm,. Pour l'avenir, les paramètres climatiques de la commune estimés pour 2050 selon différents scénarios d'émission de gaz à effet de serre sont consultables sur un site dédié publié par Météo-France en novembre 2022.

## Urbanisme

### Typologie
Au 1er janvier 2024, Aincourt est catégorisée commune rurale à habitat dispersé, selon la nouvelle grille communale de densité à sept niveaux définie par l'Insee en 2022.
Elle est située hors unité urbaine. Par ailleurs la commune fait partie de l'aire d'attraction de Paris, dont elle est une commune de la couronne,. Cette aire regroupe 1 929 communes,.

### Hameaux et écarts
Les lieux-dits et hameaux de la commune subsistant de nos jours sont Lesseville et la ferme de Brunel[réf. nécessaire].

### Habitat
| Logements                                        | Nombre en 2016 | % en 2016 | nombre en 2011 | % en 2011 |
| ------------------------------------------------ | -------------- | --------- | -------------- | --------- |
| Total                                            | 380            | 100 %     | 366            | 100 %     |
| Résidences principales                           | 335            | 88,2 %    | 327            | 89,4 %    |
| → Dont HLM                                       | 32             | 9,4 %     | 30             | 9,2 %     |
| Résidences secondaires et logements occasionnels | 17             | 4,5 %     | 23             | 6,2 %     |
| Logements vacants                                | 27             | 7,2 %     | 16             | 4,5 %     |
| Dont :                                           |                |           |                |           |
| → maisons                                        | 286            | 75,2 %    | 271            | 73,9 %    |
| → appartements                                   | 94             | 24,8 %    | 93             | 25,5 %    |

### Projets
La municipalité souhaite en 2019 voir réaliser un important projet de reconversion de l'ancien sanatorium abandonné de longue date, qui permettrait l'aménagement de 124 logements de luxe, soit un projet évalué à 30 millions d'euros,.

## Toponymie
Aincurtis, Ayencort, Laëncourt, Aincort en 1249 et suivant les époques, il apparaît dans les textes sous les formes Ayencourt, Laencourt et Incourt[réf. nécessaire].
Le toponyme Aincourt proviendrait du germanique agin et du latin cortem (domaine).

## Histoire
Aincourt ne possède aucun monument datant de l’époque gauloise ou gallo-romaine. Il est toutefois possible qu'un camp ait existé à la Bucaille, un aqueduc y ayant été retrouvé, laissant supposé qu'il conduisait l'eau de Lesseville à ce camp.
Aincourt est né de la réunion des fiefs de Brunel et Boran qui dépendaient d'Arthies et relevait de la châtellenie de la Roche-Guyon.

### Conquête de l'Angleterre

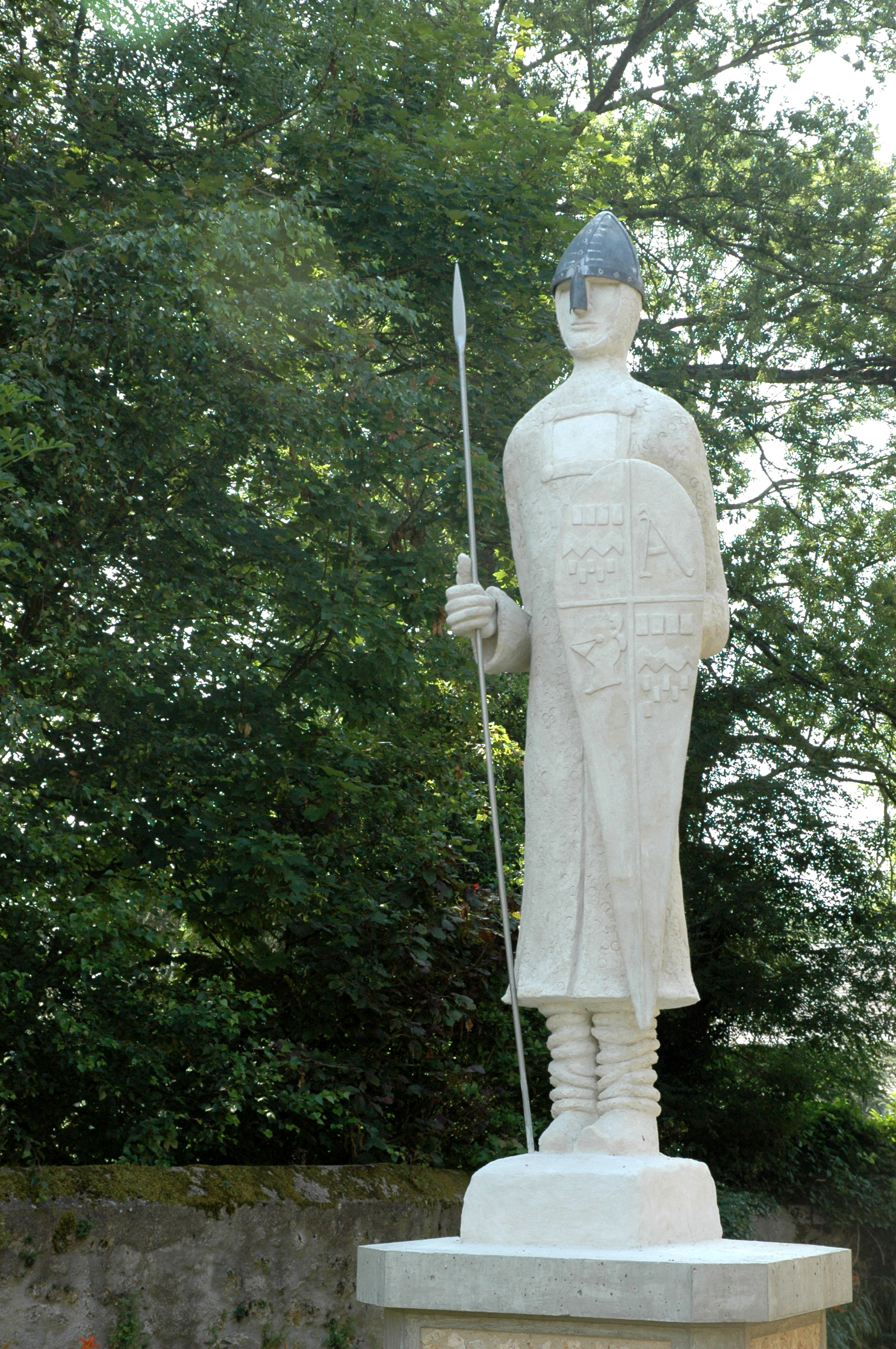
Monument à Gauthier d'Aincourt.

Le premier seigneur d'Aincourt connu est Gauthier d'Aincourt, chevalier sans fortune, sans terre et sans prestige qui vivait dans la domesticité des grands seigneurs de la région, qui se met en 1047 au service de Guillaume le Bâtard à la bataille du Val-ès-Dunes. Les barons furent battus. Guillaume régnant sur la région, Gauthier reçoit en gage de remerciement Aincourt qui en 1050 fait partie du diocèse de Rouen. En 1066, il embarque à Dives-sur-Mer pour la conquête normande de l'Angleterre et débarque avec Guillaume le Conquérant sur la plage de Pevensey dans le Sussex à proximité d'Hastings.
Harold II d'Angleterre arrive à sa rencontre avec ses troupes, au total 7 000 à 8 000 hommes, dont environ 2 000 Housecarls. Le 14 octobre 1066, la bataille d'Hastings débute. Après un début de combat indécis, le duc de Normandie lance les 3 000 hommes de sa chevalerie à l'assaut des lignes anglaises qui résistent tant bien que mal. À la fin de la journée, Guillaume ordonne à ses archers d'abandonner le tir en cloche pour adopter le tir tendu. C'est ainsi qu'Harold est blessé à l'œil par une flèche. Aussitôt, un groupe de chevaliers, dont Gauthier d'Aincourt haranguant ses hommes par un En avant ! … En avant !, se rue sur lui et l'achève. En avant ! … En avant ! reste actuellement la devise d'Aincourt.
Récompensant ses valeureux compagnons Guillaume de Normandie, devenu roi d'Angleterre leur donne des terres. Gauthier maintenant appelé Walter d'Aincourt ou d'Ayencourt prend possession du comté du Lincolnshire. Ainsi prend naissance la dynastie de Gauthier (ou plutôt Walter) dont descend notamment Charles Tennyson d'Eyncourt (en), ancien membre du parlement britannique et propriétaire à Aincourt au XIXe siècle.
À la mort d'Héloïse de Coulombs, ses propriétés de Lesseville revinrent à l'abbaye Notre-Dame de Coulombs.

### Ancien régime
En 1490 Jehan de Fontenay, écuyer, est seigneur de la terre d'Aincourt et de celle de Fontenay-Mauvoisin.
Vers 1500, le domaine est cédé à Bertin de Silly, seigneur de la Houlette et de Longray, conseiller et chambellan du roi Louis XI, seigneur de la Roche-Guyon, Auneau et Rochefort.
De 1574 jusqu'au milieu du XVIIe siècle, le domaine appartient à la famille de Guiry.
En 1677, François-Charles de Nocey est qualifié de seigneur d'Aincourt.
En 1730, le fermier général René Jean Rémy Hénault de Cantobre, vend le fief d'Aincourt à Louis Bille, secrétaire du roi, qui le cède à Élie Randon de Massane, receveur général des finances, secrétaire du roi et seigneur d'Hanneucourt et de Gargenville.
Le député aux États Généraux et à la Convention Louis-Michel Lepeletier de Saint-Fargeau fut le dernier possesseur de ce fief.

### Seconde Guerre mondiale
Pendant la Seconde Guerre mondiale, le Gouvernement de Vichy crée à Aincourt le 5 octobre 1940, le premier camp d'internement en zone occupée pour accueillir des internés communistes, dont les députés Pierre Dadot et Fernand Grenier,. 1 600 hommes, femmes et enfants y furent internés, dont 175 firent partie du « convoi des 45 000 » pour Auschwitz Birkenau.
Ce camp occupait le Pavillon des hommes (Pavillon Adrien Bonnefoy-Sibour) de l'ancien sanatorium d'Aincourt, sur le site de la Bucaille. Ce site était lors de sa création l’un des plus vastes centres de cure spécialisé dans le traitement de la tuberculose en France, puis devint après-guerre un centre de rééducation appartenant au groupement hospitalier intercommunal du Vexin, et est aujourd'hui abandonné,.
Un monument, situé devant le bâtiment de la direction du Centre hospitalier du Vexin, rappelle la mémoire de ceux qui, internés à Aincourt, sont partis en déportation pour ne plus en revenir, résistants, syndicalistes, souvent communistes, juifs, arrêtés par les polices allemande et française.

## Politique et administration

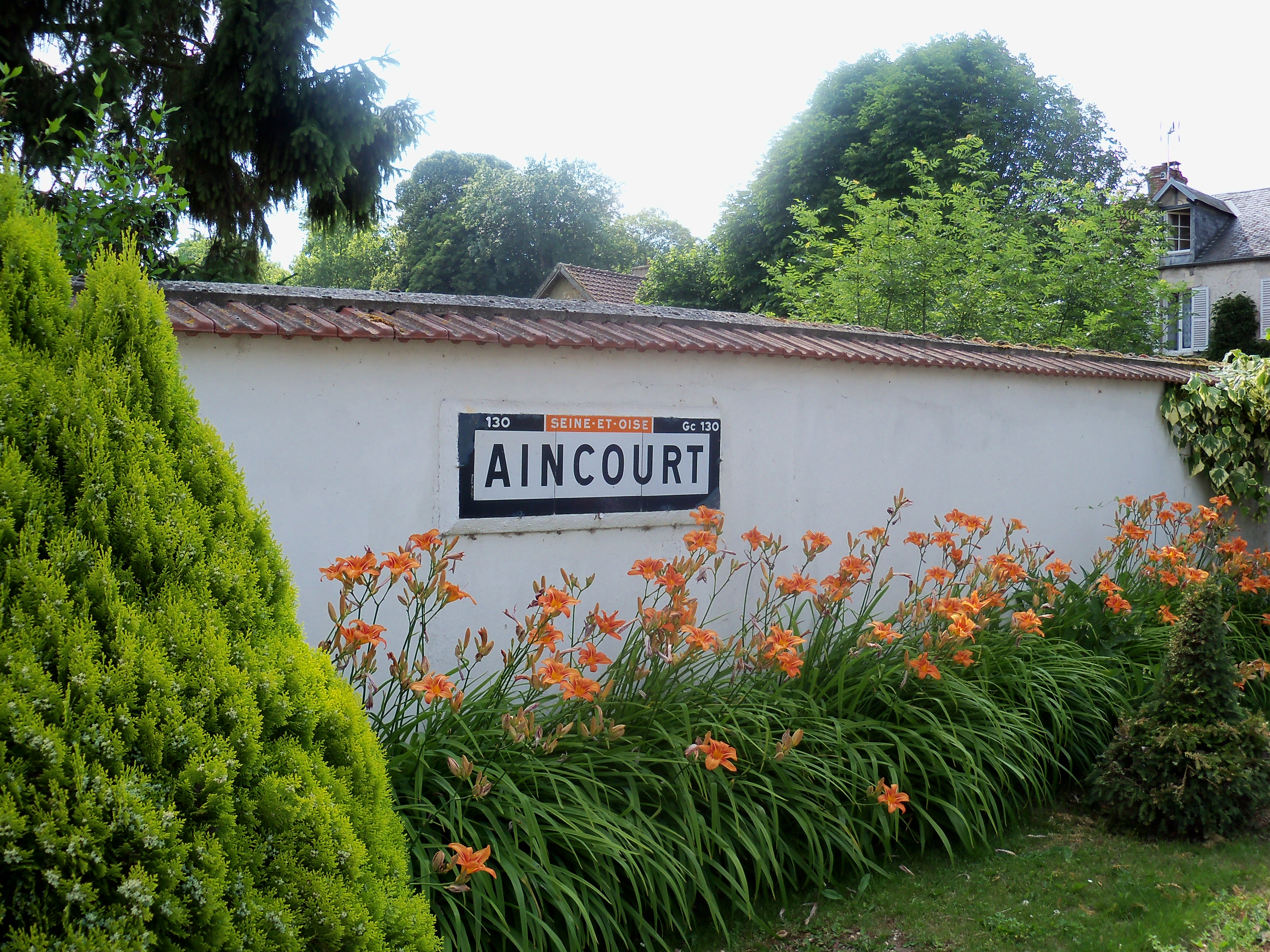
Plaque Michelin d'entrée d'agglomération, mentionnant le département de Seine-et-Oise.

### Rattachements administratifs et électoraux
Antérieurement à la loi du 10 juillet 1964, la commune faisait partie du département de Seine-et-Oise. La réorganisation de la région parisienne en 1964 fit que la commune appartient désormais au département du Val-d'Oise et à son arrondissement de Pontoise après un transfert administratif effectif au 1er janvier 1968. Pour l'élection des députés, elle fait partie de la première circonscription du Val-d'Oise.
La commune faisait partie depuis 1801 du canton de Magny-en-Vexin. Dans le cadre du redécoupage cantonal de 2014 en France, elle est désormais rattachée au canton de Vauréal.

### Intercommunalité
La commune n'était jusqu'en 2013 membre d'aucune intercommunalité.
Conformément aux prescriptions de la Loi de modernisation de l'action publique territoriale et d'affirmation des métropoles (Loi MAPAM) du 27 janvier 2014, qui prévoit que l'ensemble des communes française doit faire partie d'une intercommunalité à fiscalité propre, la commune intègre le 1er janvier 2013 la communauté de communes Vexin - Val de Seine dont elle est désormais membre.

### Liste des maires
| Période                                  | Période  | Identité          | Étiquette | Qualité                                |
| ---------------------------------------- | -------- | ----------------- | --------- | -------------------------------------- |
| Les données manquantes sont à compléter. |          |                   |           |                                        |
| 1879                                     | 1908     | Anatole Hermand   |           |                                        |
| 1908                                     | 1929     | Paul Duroyaume    |           |                                        |
| 1929                                     | 1935     | Gabriel Alphaud   |           |                                        |
| 1935                                     | 1939     | Paul Duroyaume    |           |                                        |
| 1939                                     | 1945     | Félix Thevenin    |           |                                        |
| 1945                                     | 1945     | Pauline Richardot |           |                                        |
| 1945                                     | 1947     | Alexis Tilly      |           |                                        |
| 1947                                     | 1953     | Anatole Deguiry   |           |                                        |
| 1953                                     | 1977     | Charles Vincent   |           |                                        |
| 1977                                     | 1989     | Jean Ester        |           |                                        |
| mars 1989                                | 2014     | Claude Cadrot     | SE        |                                        |
| avril 2014,                              | En cours | Emmanuel Couesnon | SE        | Ouvrier Réélu pour le mandat 2020-2026 |

## Population et société

### Démographie
L'évolution du nombre d'habitants est connue à travers les recensements de la population effectués dans la commune depuis 1793. Pour les communes de moins de 10 000 habitants, une enquête de recensement portant sur toute la population est réalisée tous les cinq ans, les populations de référence des années intermédiaires étant quant à elles estimées par interpolation ou extrapolation. Pour la commune, le premier recensement exhaustif entrant dans le cadre du nouveau dispositif a été réalisé en 2004.

En 2022, la commune comptait 870 habitants, en évolution de −6,45 % par rapport à 2016 (Val-d'Oise : +4 %, France hors Mayotte : +2,11 %).
| 1793 | 1800 | 1806 | 1821 | 1831 | 1836 | 1841 | 1846 | 1851 |
| ---- | ---- | ---- | ---- | ---- | ---- | ---- | ---- | ---- |
| 380  | 376  | 376  | 330  | 336  | 368  | 362  | 379  | 367  |

| 1856 | 1861 | 1866 | 1872 | 1876 | 1881 | 1886 | 1891 | 1896 |
| ---- | ---- | ---- | ---- | ---- | ---- | ---- | ---- | ---- |
| 383  | 390  | 418  | 413  | 425  | 391  | 381  | 404  | 409  |

| 1901 | 1906 | 1911 | 1921 | 1926 | 1931 | 1936 | 1946 | 1954  |
| ---- | ---- | ---- | ---- | ---- | ---- | ---- | ---- | ----- |
| 404  | 323  | 292  | 230  | 246  | 320  | 765  | 357  | 1 016 |

| 1962 | 1968 | 1975 | 1982 | 1990 | 1999 | 2004 | 2006 | 2009 |
| ---- | ---- | ---- | ---- | ---- | ---- | ---- | ---- | ---- |
| 567  | 595  | 530  | 709  | 622  | 657  | 876  | 885  | 967  |

| 2014 | 2019 | 2022 | - | - | - | - | - | - |
| ---- | ---- | ---- | - | - | - | - | - | - |
| 925  | 887  | 870  | - | - | - | - | - | - |

## Économie

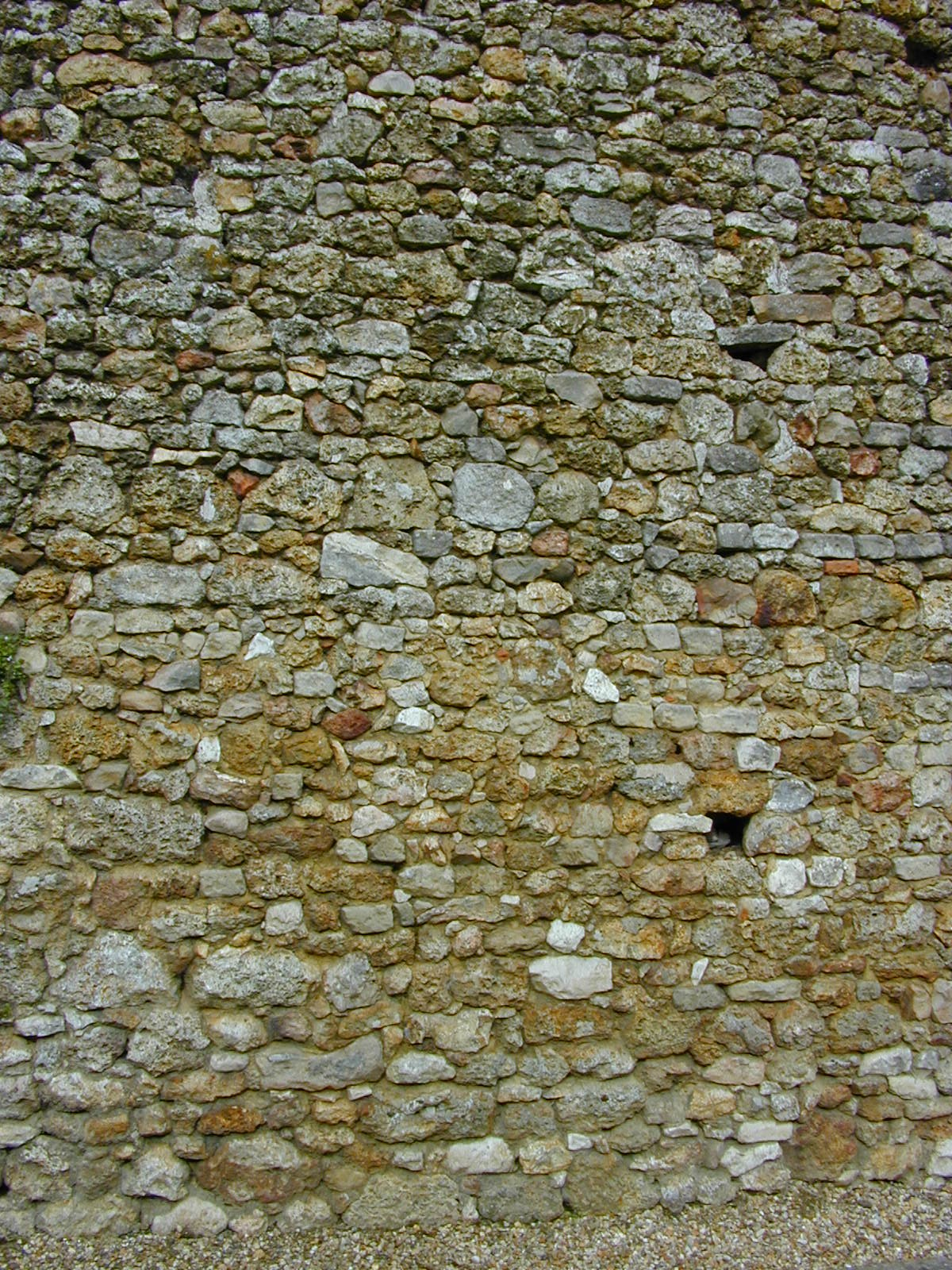
Mur en pierre meulière à Aincourt.

Commune agricole, Aincourt connut jusqu'au début du XXe siècle une activité industrielle grâce à l'exploitation de la pierre meulière dans les bois de Lesseville.
Le principal employeur du village d'Aincourt est le Centre hospitalier du Vexin. Le site d'Aincourt de cet établissement hospitalier est spécialisé dans la rééducation neurologique, neuro-orthopédique et respiratoire. Il est reconstruit en grande partie en 1999-2001.

## Culture locale et patrimoine

### Lieux et monuments
Aincourt compte trois monuments historiques sur son territoire :
- Maison forte de la ferme du vieux Colombier (inscrite monument historique par arrêté du 21 novembre 2003[35]) :

Cette maison fortifiée a été bâtie entre 1197 et 1205. Ses murs, épais de 1,85 m, sont construits en blocage. Il a été suggéré que cette construction soit l'œuvre des templiers et qu'elle ait accueilli des prisonniers, mais cette hypothèse n'a pas été attestée par des recherches ultérieures. L'immeuble, appelé en 1835 « La grande ferme » possédait un colombier selon un manuscrit notarié de la même année, dont il tire son nom actuel (quelquefois remplacé par « ferme des champs verts »). Il était alors entouré de fermes et bâtiments agricoles. En 1934, il disposait encore de meurtrières.
Son rez-de-chaussée était occupé par un cellier et une écurie², les pièces d'habitation se situant en étage. Le bâtiment a été endommagé pendant la Seconde Guerre mondiale, et une partie de son second étage a été détruit. Il était initialement doté d'un escalier sur sa façade sud, menant au premier étage, et d'un second, toujours présent sur sa façade nord, menant au deuxième étage à une salle décorée de fresques représentant des chevaliers, dont il reste des vestiges. La ferme appartient toujours à des exploitants agricoles. Il ne se visite pas.

La ferme fortifiée du Colombier
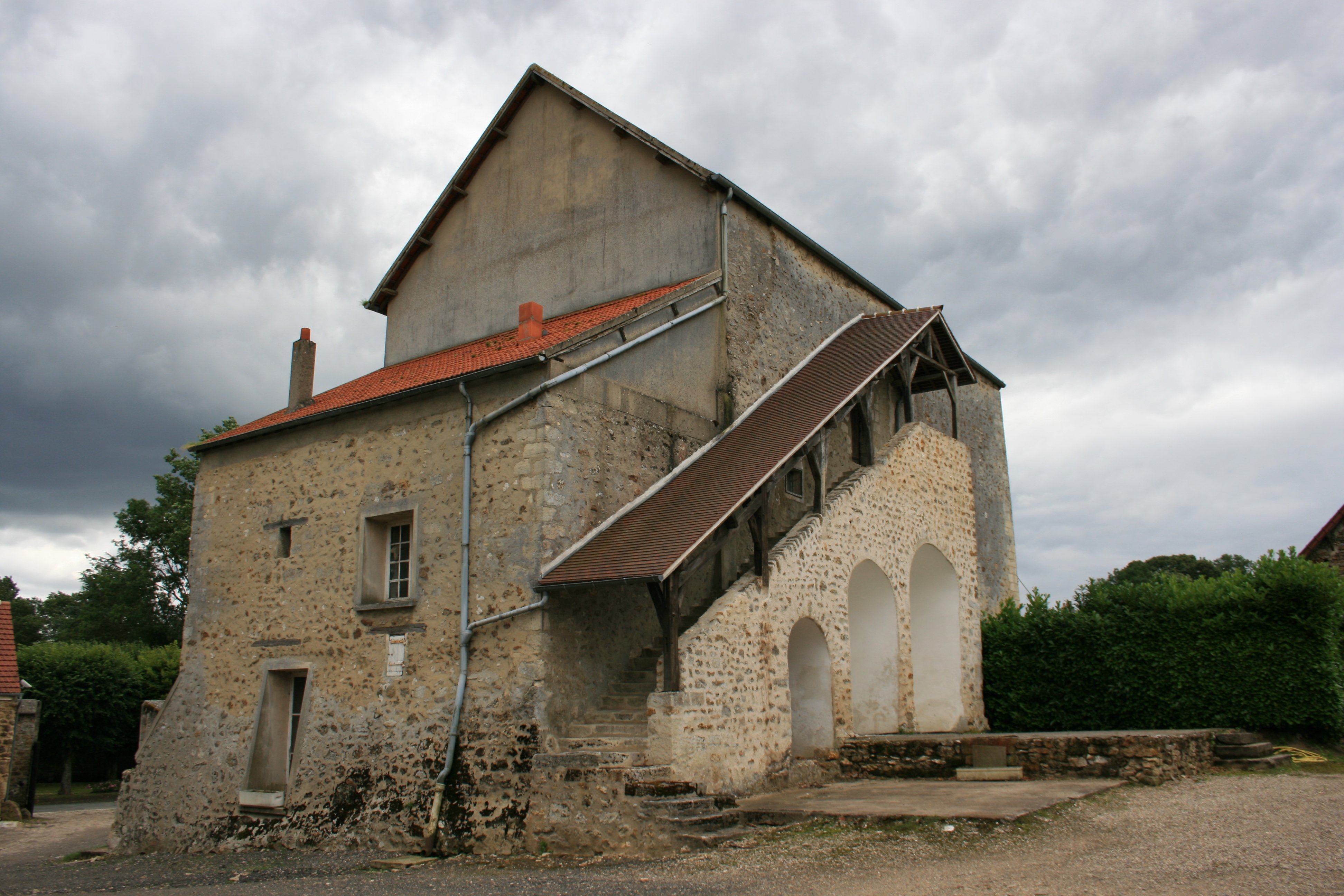
Vue générale.
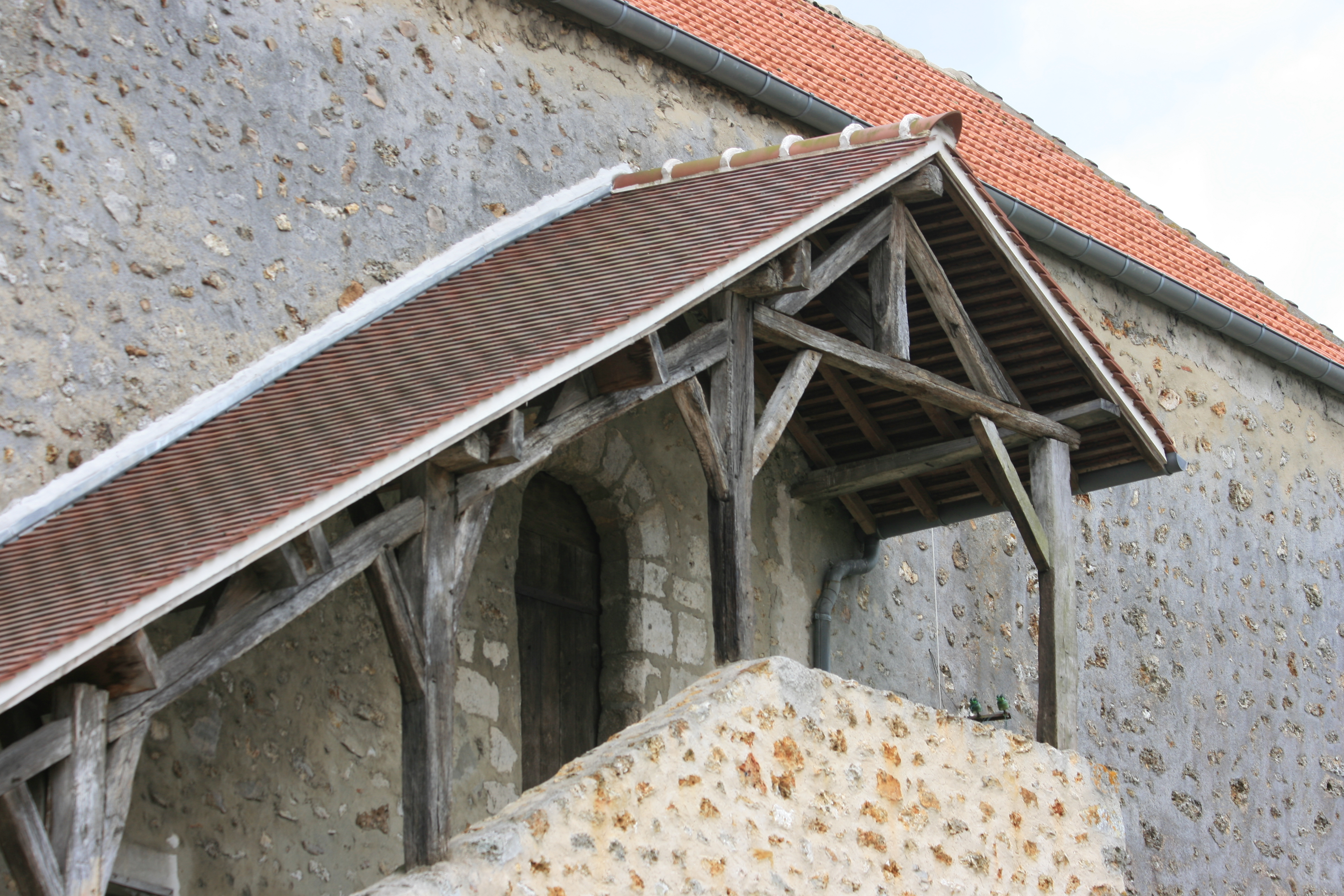
Détail de l'escalier.

- Sanatorium de la Bucaille (inscrit monument historique en 1999, y compris la station d'épuration[38])

Sur le site de la colline de la Bucaille, un immense sanatorium composé notamment de trois grands bâtiments de cure de 120 m chacun, fut édifié de 1931 à 1933, sur les plans des architectes Edouard Crevel et Paul-Jean Decaux. Il constitue un des plus vastes et plus beaux exemples d'architecture hospitalière de style fonctionnaliste du XXe siècle.
Il a été utilisé comme camp d'internement pendant la Deuxième Guerre mondiale par le gouvernement de Vichy et l'occupant nazi. Entre 1940 et 1942, environ 1 500 femmes et hommes y ont été détenus et parmi eux, des centaines ont été déportées vers des camps de concentration.
On peut également y observer un remarquable jardin japonais, aménagé dans les années 1950 et retenu pour le pré-inventaire des jardins remarquables.

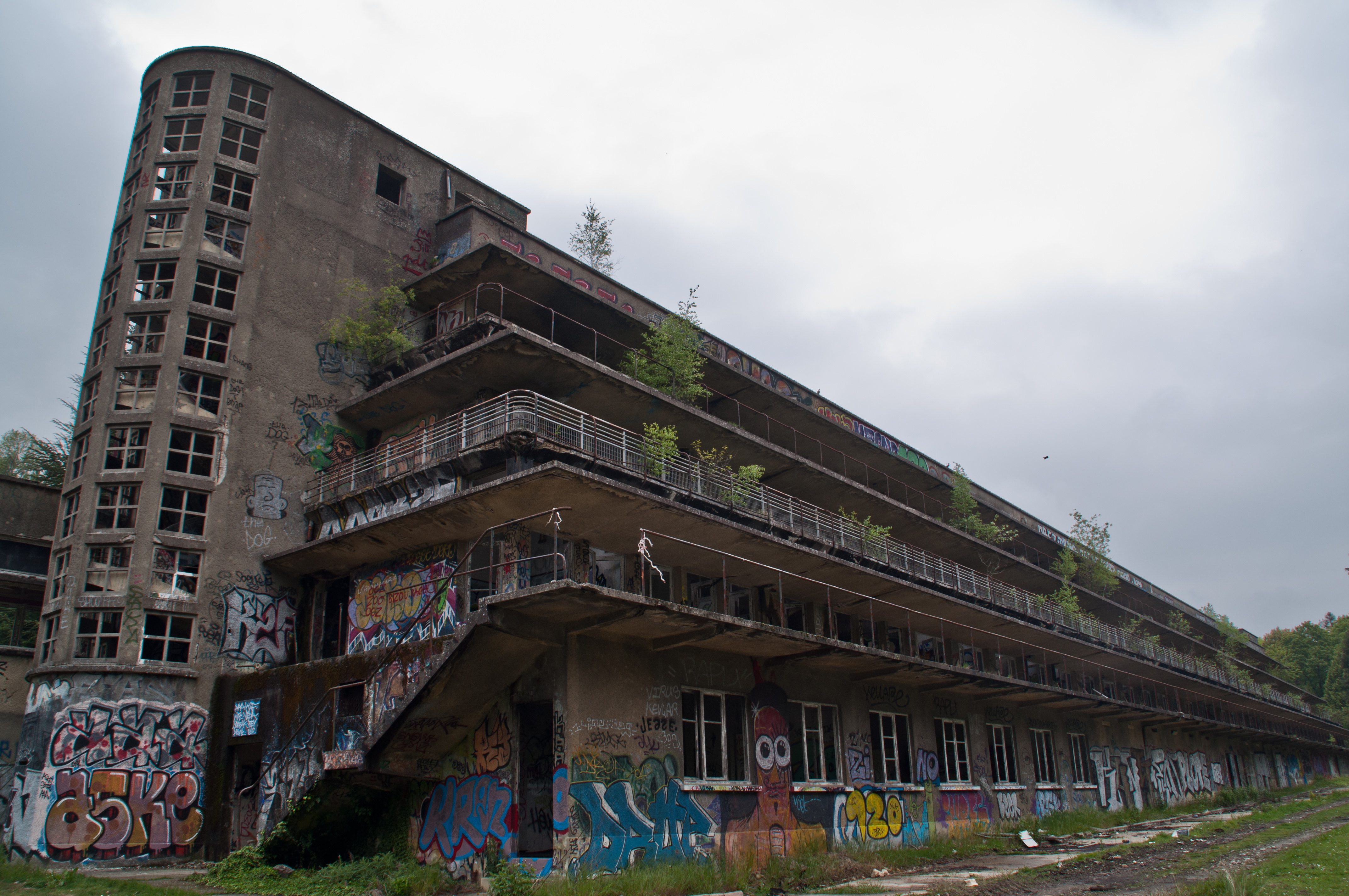
Vue générale.
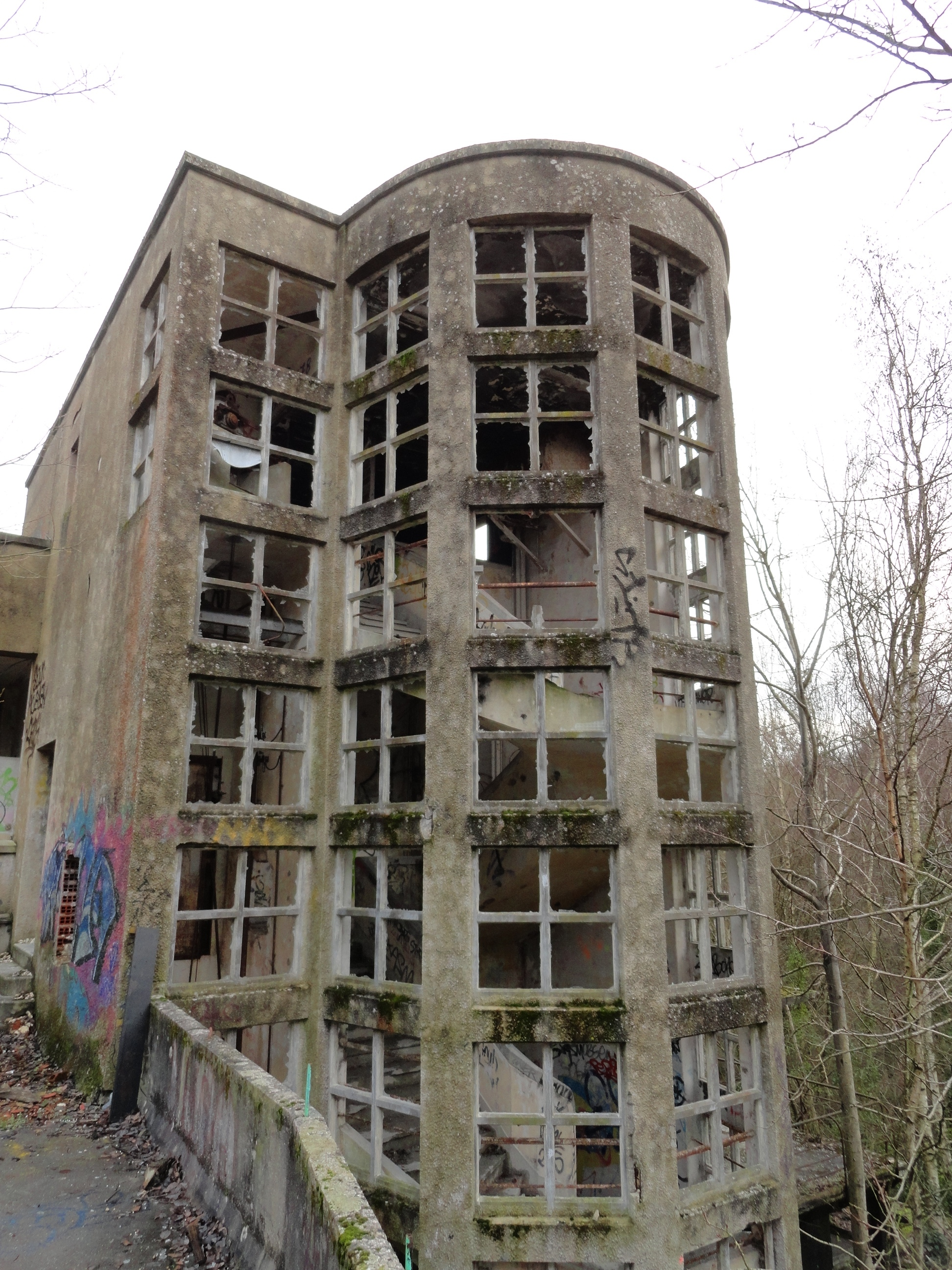
Le pavillon Ouest du pavillon Dr. Vian.
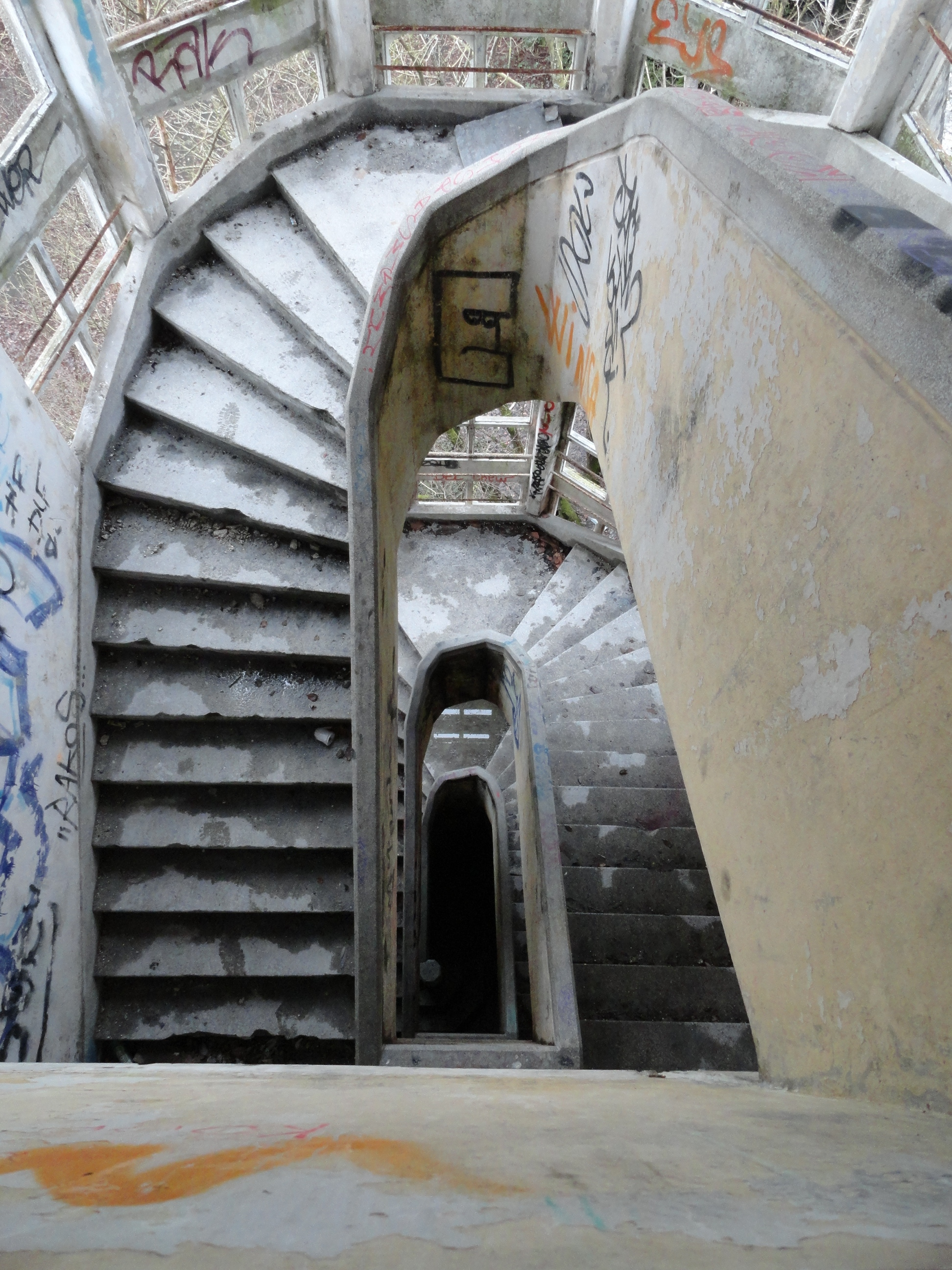
Vue intérieure de l'escalier.
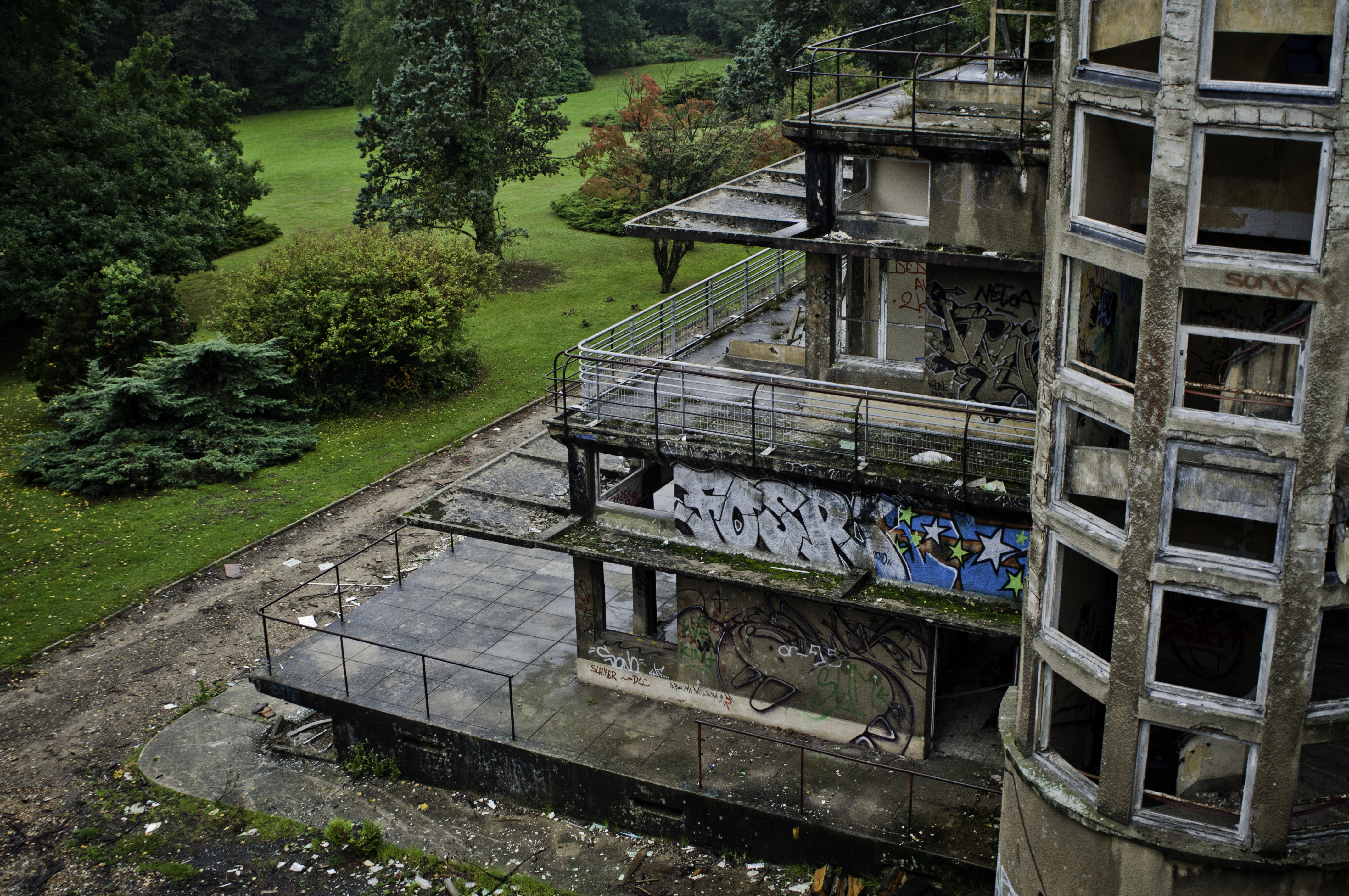
Vue partielle d'une aile désaffectée du sanatorium, faisant ressortir la structure en béton armé.

- Église Saint-Martin (inscrite monument historique par arrêté du 13 novembre 1939, sauf la nef[40]).

L'église
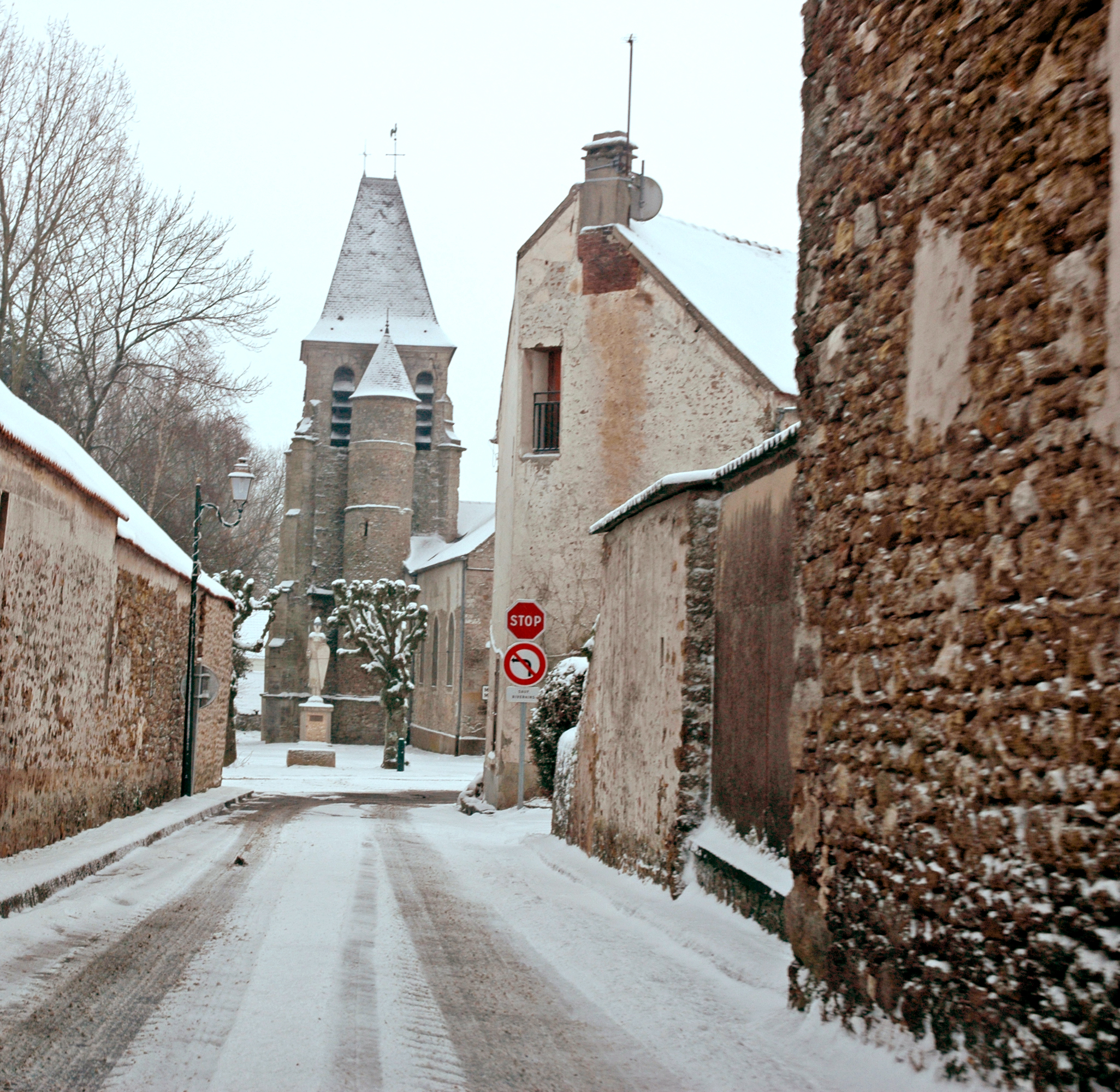
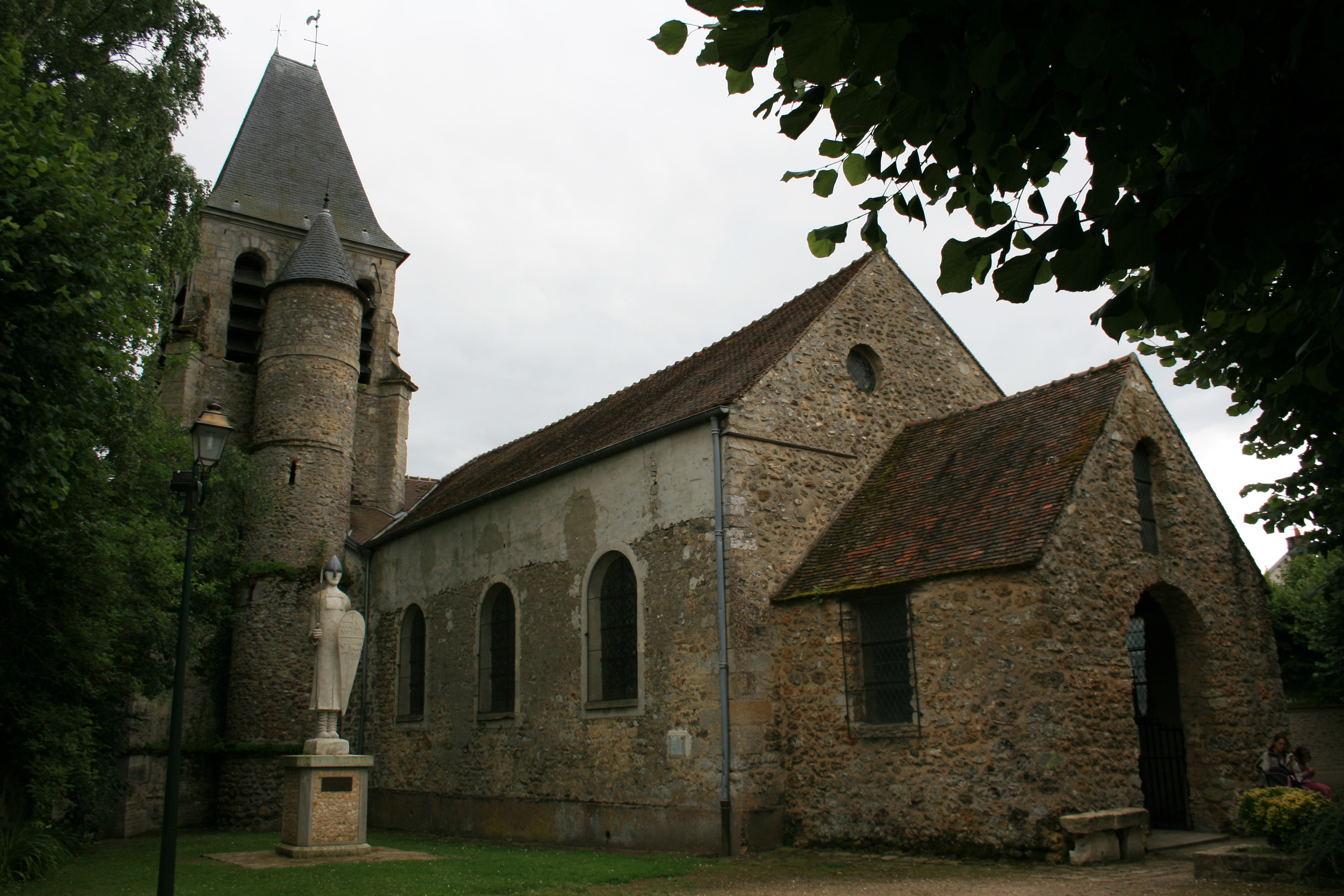
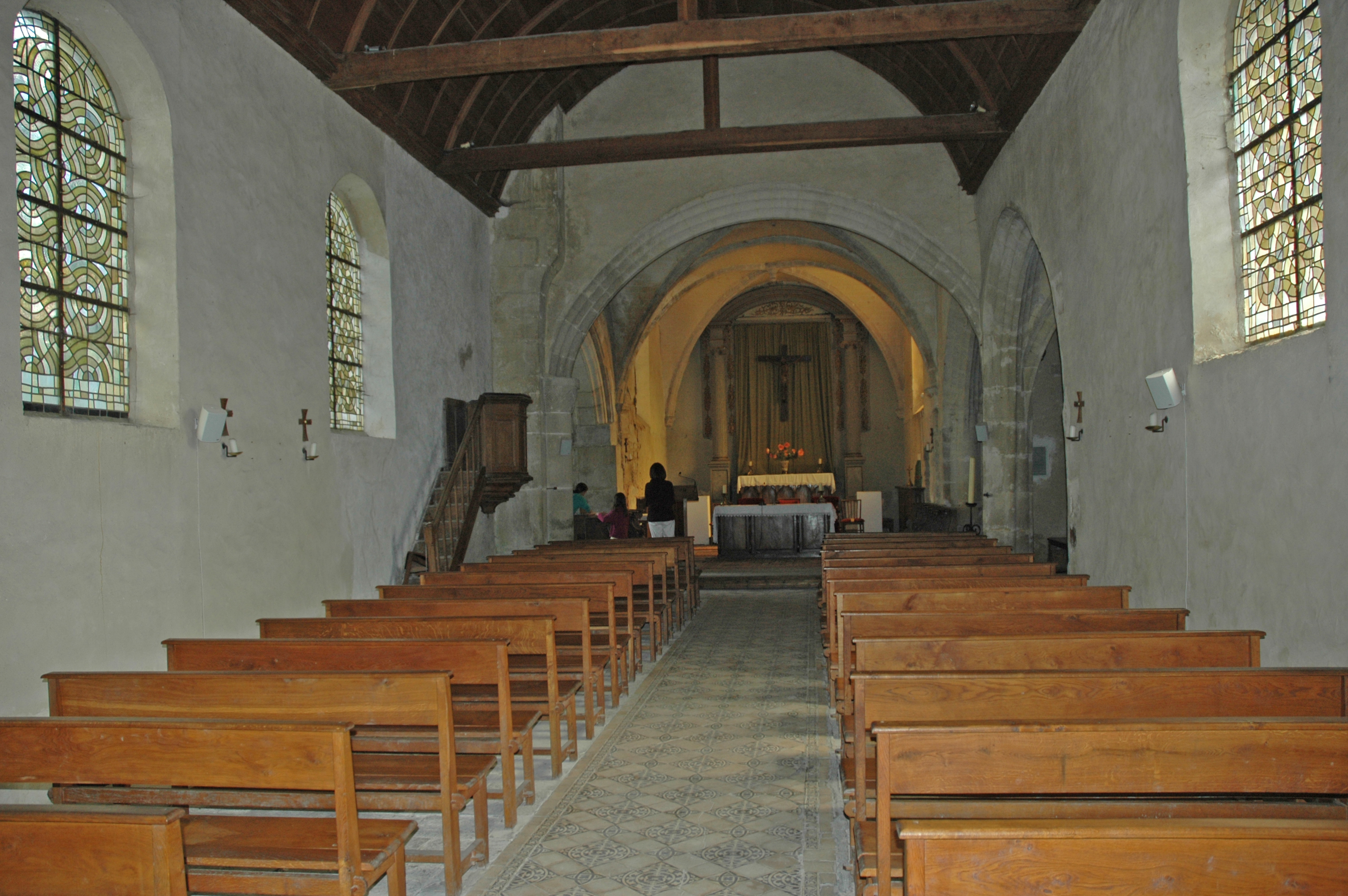

On peut également noter : 
- Chapelle Saint-Sauveur, rue de la Chapelle-Saint-Sauveur
- Château d'Aincourt, place de l'Église - privé
- Lavoir et la fontaine Saint-Leu-et-Saint-Gilles, Lesseville
- Le Monument aux morts

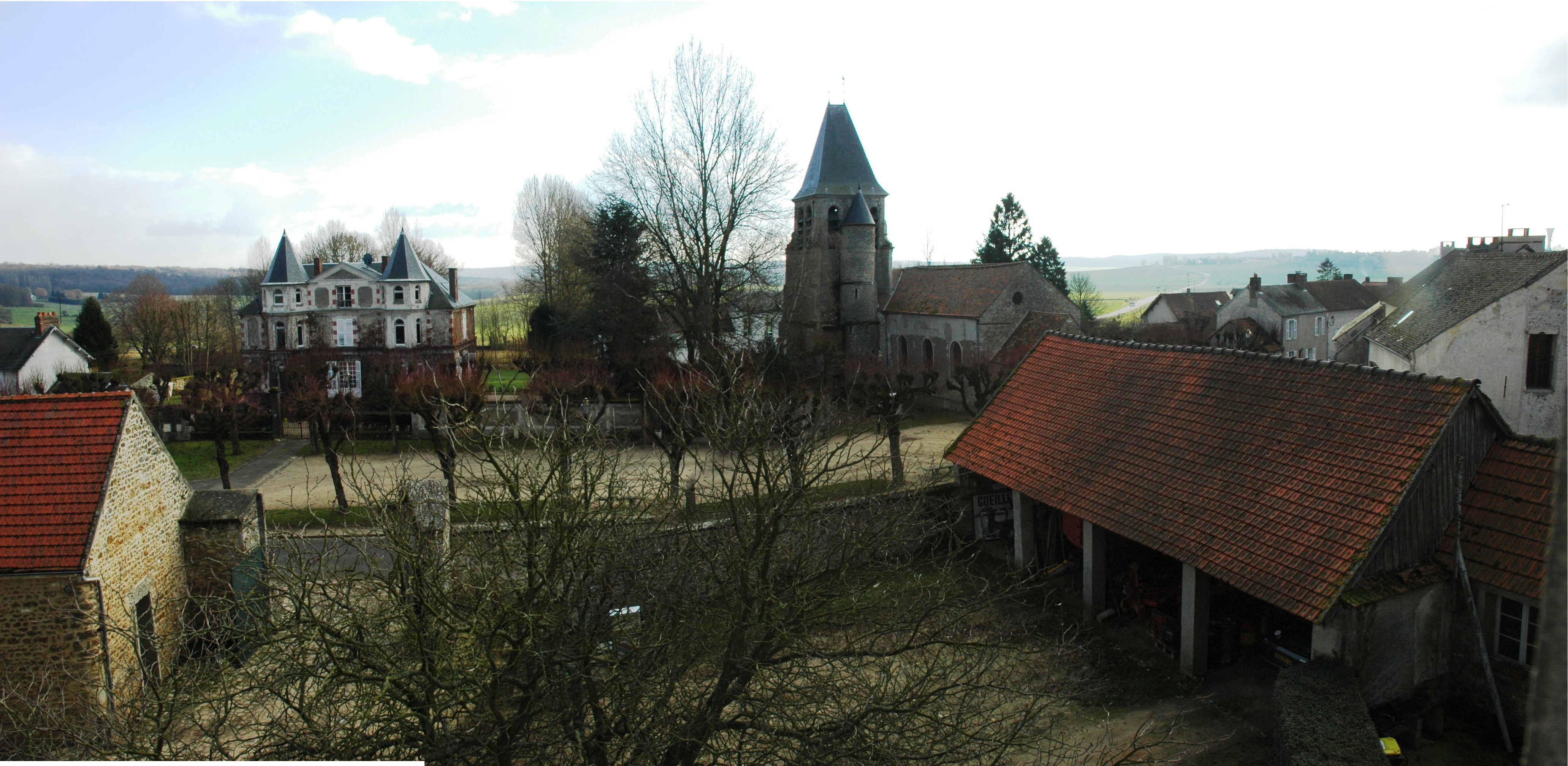
Panorama sur la place du village.
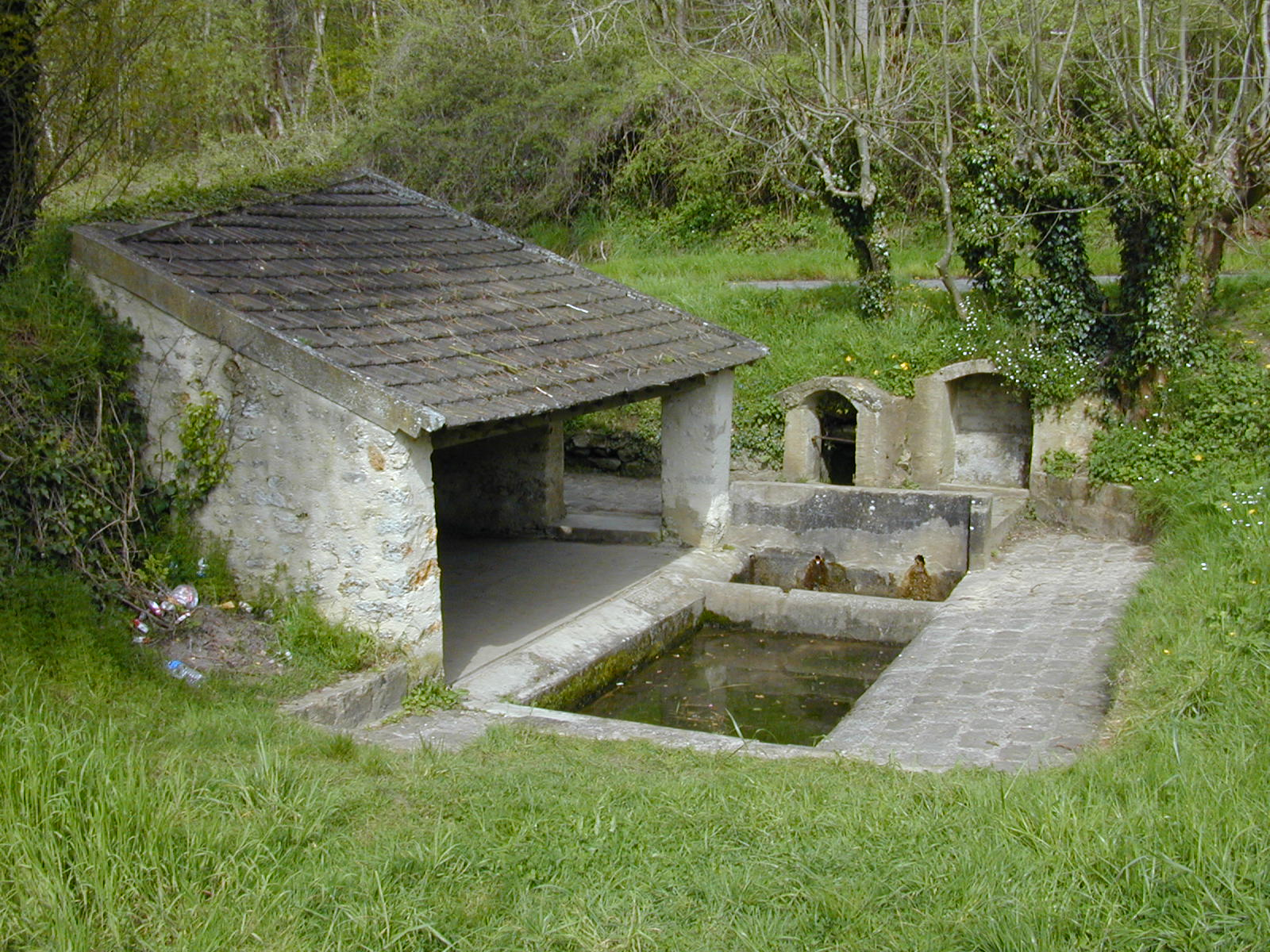
Le lavoir.
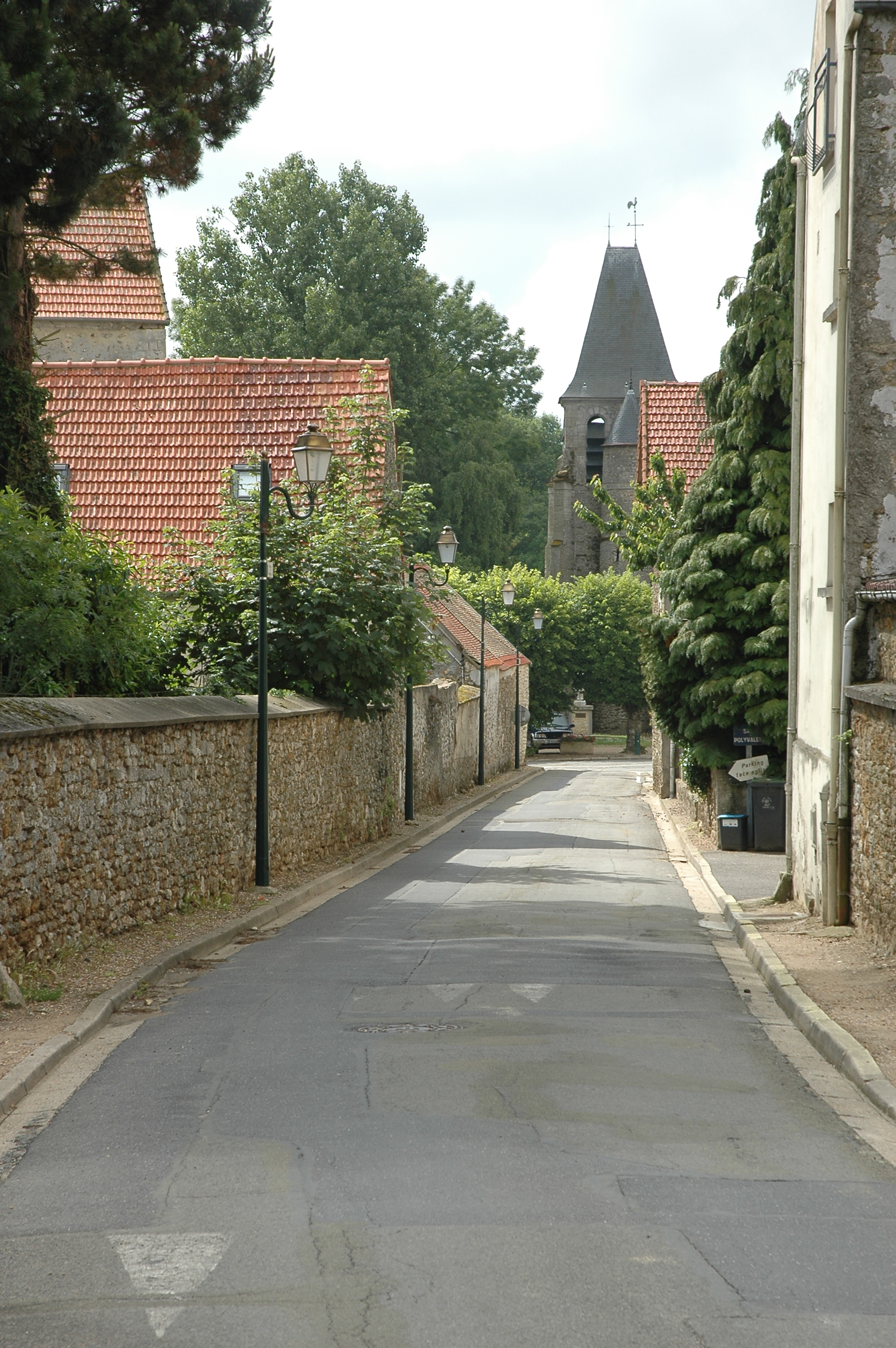
Paysages urbain.
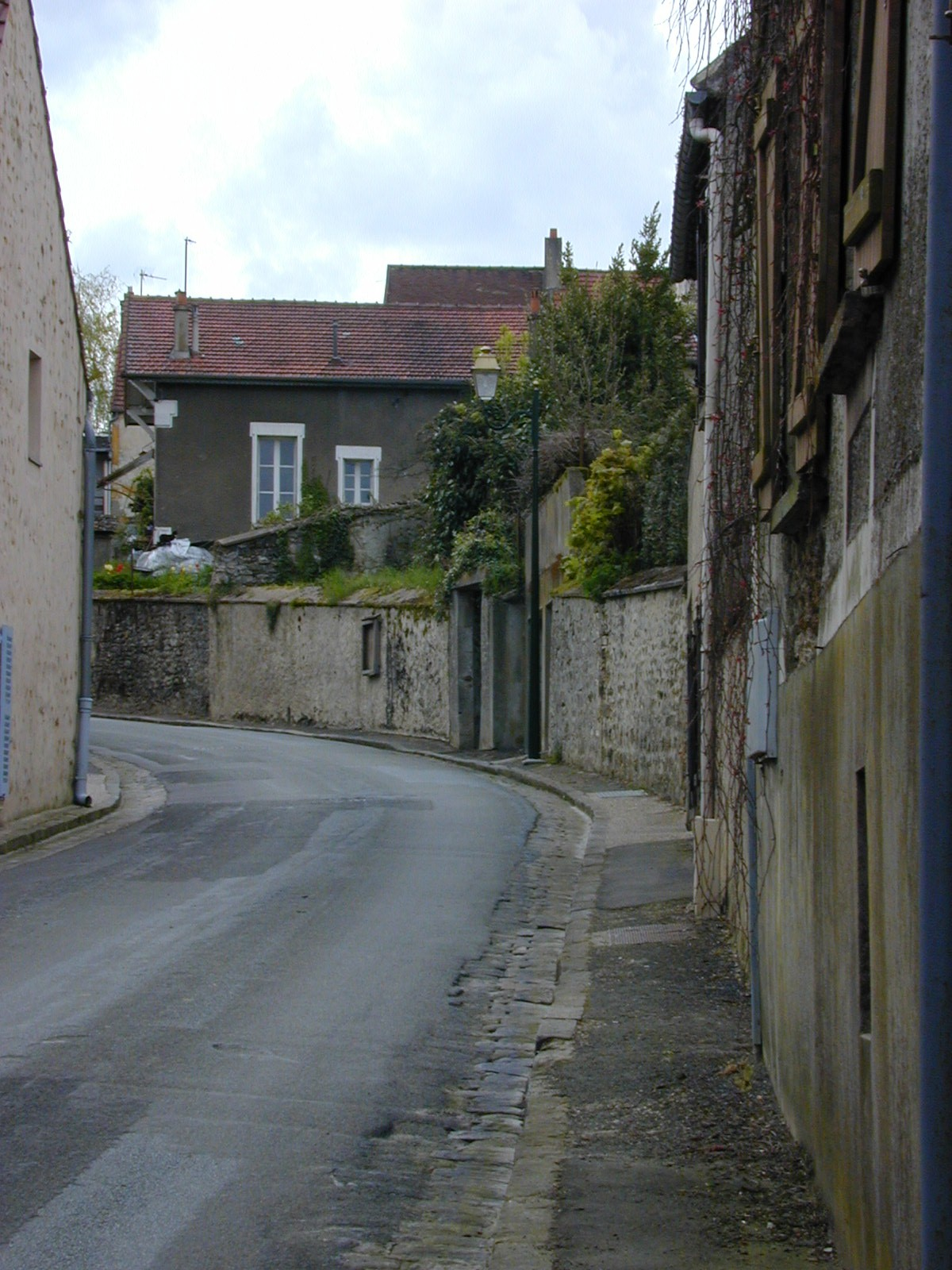
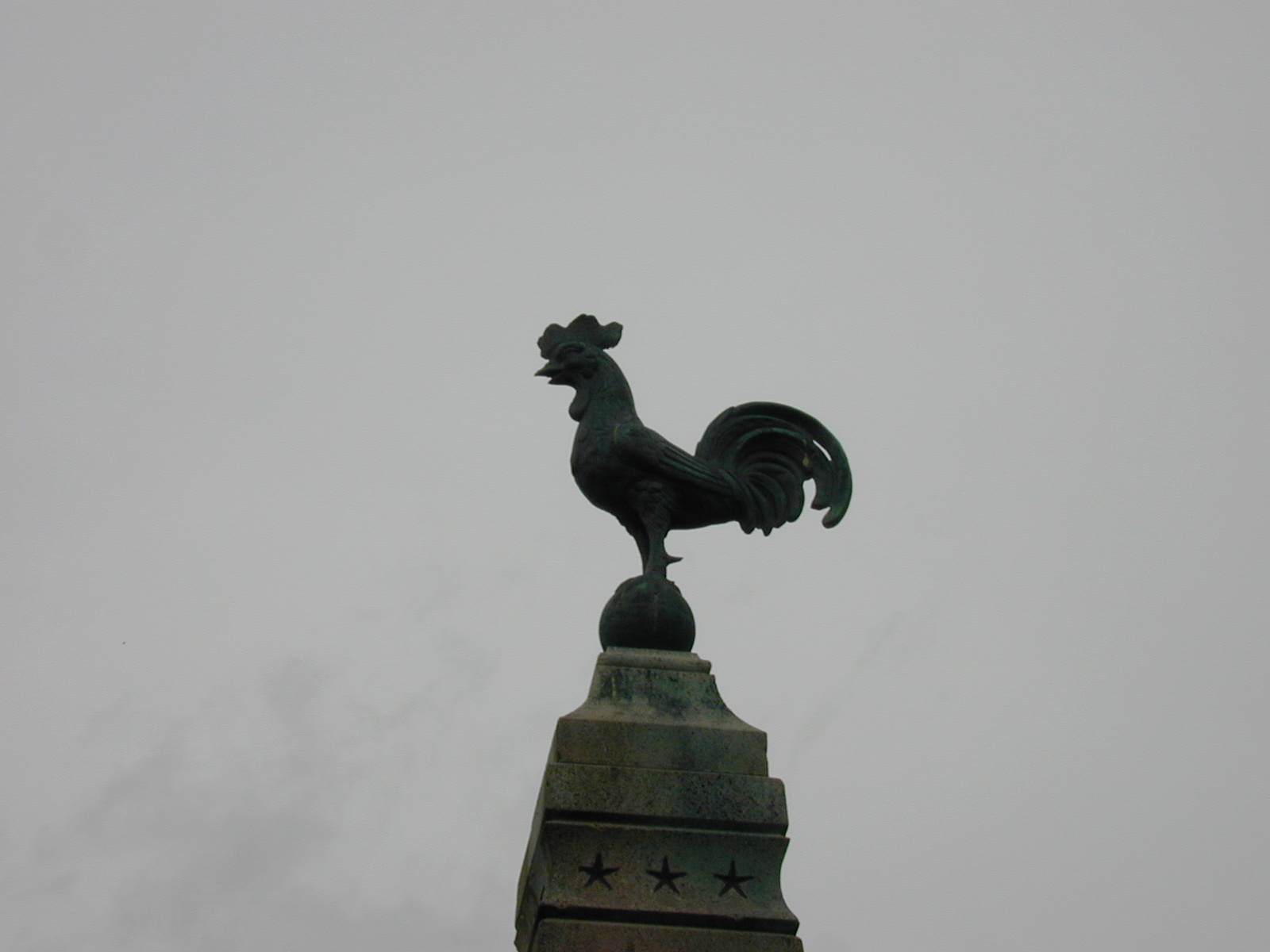
Le coq du monument aux morts.
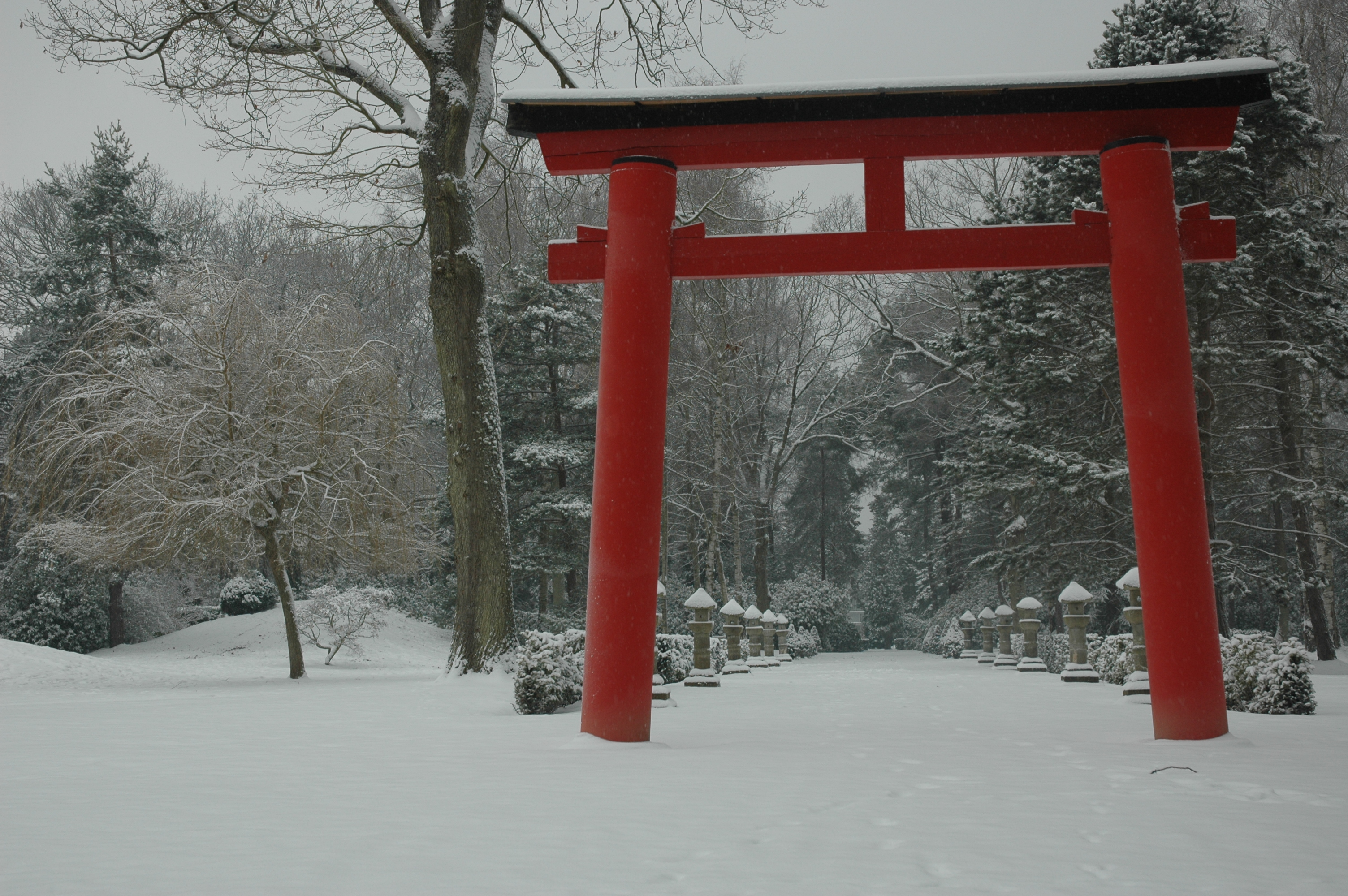
Le jardin japonais en hiver.
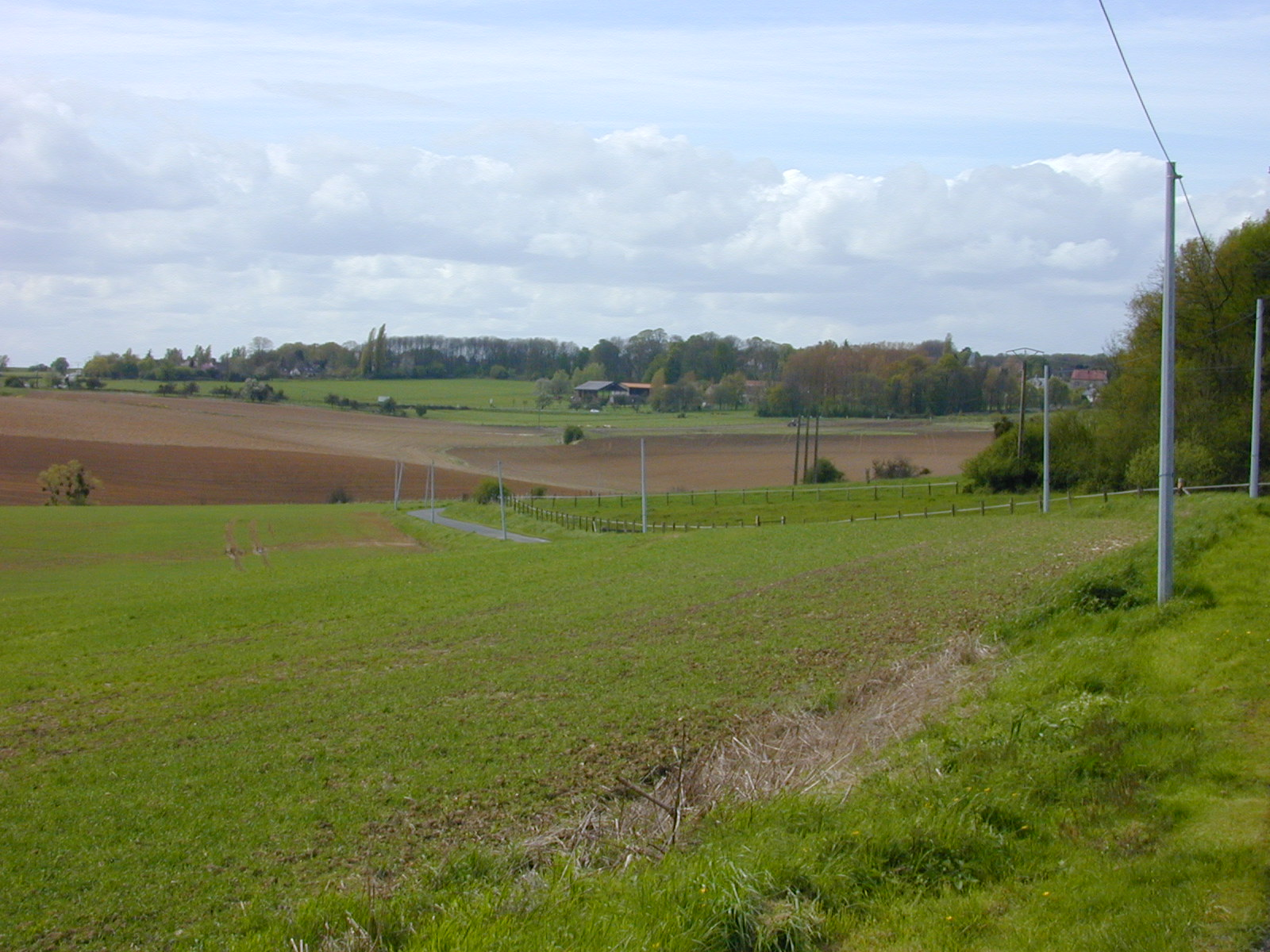
Paysage agricole.
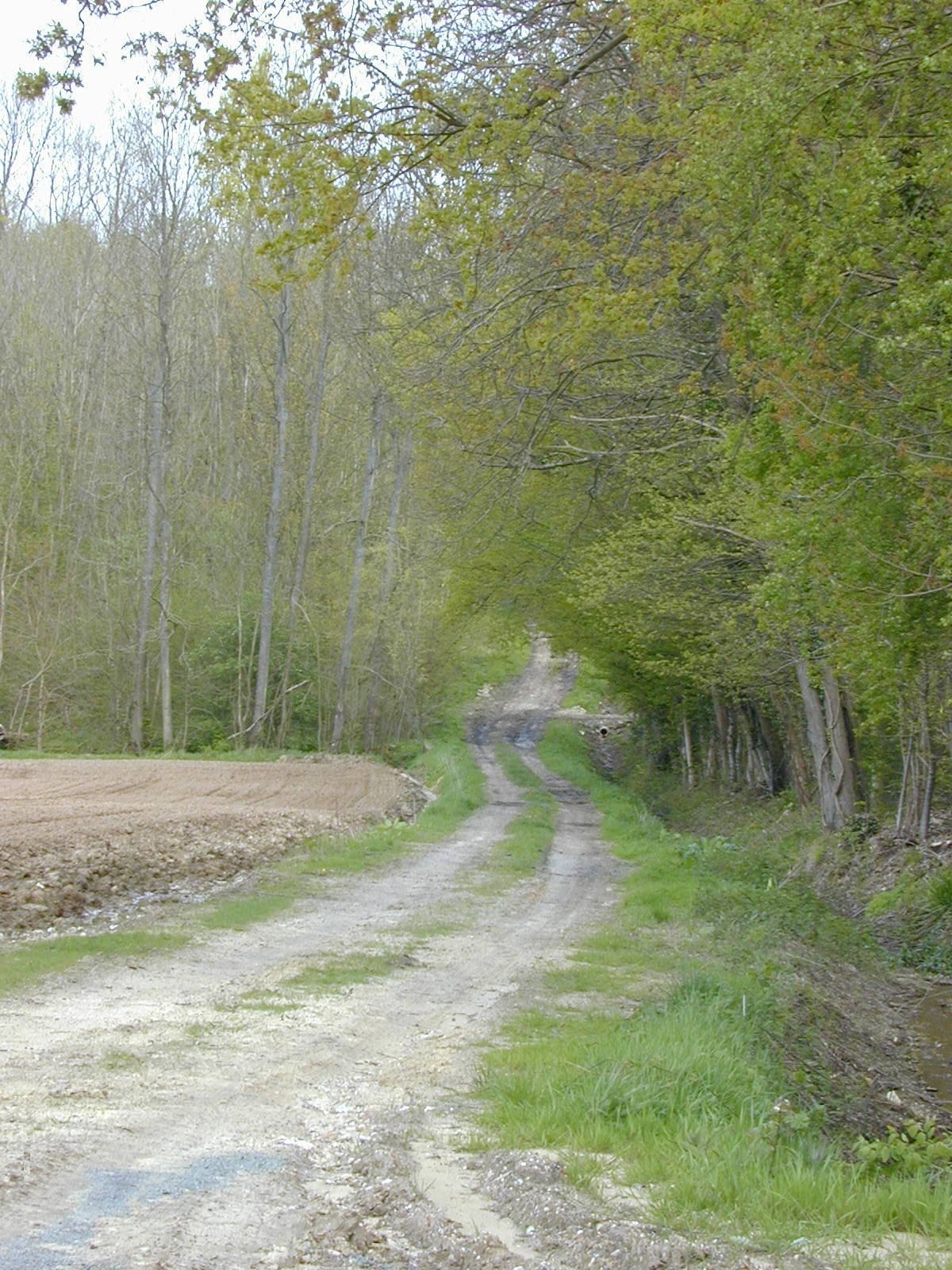
Paysage de bois.

### Aincourt au cinéma et à la télévision
- Liste de films tournés à Aincourt :
  - 1981 : Les Espadrilles prennent l’eau de José Pinheiro
  - 1990 : Trois années de Fabrice Cazeneuve[41]
  - 2003 : Cette femme-là de Guillaume Nicloux[41]
  - 2006 : Le Serpent d'Éric Barbier[41]
  - 2014 : Papa ou maman de Martin Bourboulon[41]

### Héraldique
| Blason de Aincourt | Blason  | Écartelé : au 1) d’azur à la fasce vivrée d’or accompagnée de neuf billettes du même, quatre rangées en chef et cinq en pointe ordonnées 3 et 2, au 2) d’azur à la lettre capitale antique A d’or, au 3) d’azur au heaume de tournoi d’argent taré de profil et au panache d’or, au 4) d’azur à la fasce vivrée d’or accompagnée de dix billettes du même, quatre rangées en chef et six en pointe ordonnées 3, 2 et 1. |
| Blason de Aincourt | Détails | Le statut officiel du blason reste à déterminer. |